# 李睿紜
李睿紜（英文名：Vita，1月5日—），臺灣新生代女演員，出生於臺灣臺中市。出道時藝名李欣庭、李心婷（蜻蜓），2010年改名為李睿紜。因為有著相當的騎車技術與經驗，所以她曾經擔任電影飛車戲的替身，包括《痞子英雄電影版》、《流氓校長》、《你是春風我是雨》《台北夜遊團團轉》等作品。

## 簡歷
李睿紜原名李欣庭，2006年起開始參與各大摩托車賽事。2008年接拍了知名導演徐克的作品《女人不壞》，擔任桂綸鎂騎機車載高以翔片段的替身，開始在受到業界注意。同年獲選為《機車人》雜誌首位女騎士環島單元的主角。2009年接拍偶像劇《痞子英雄》，擔任女主角陳意涵的替身。

2009年起，李睿紜開始參加許多電視綜藝節目的錄製，包括三立,東森,中天《今晚咖最大》〈猜不出職業的美女〉、《國光幫幫忙》《康熙來了》〈看不出正妹是做這行〉、《一代女皇》《大學生了沒》《WELCOME外星人》〈超MAN正妹〉……等。2010年更接拍了《痞子英雄電影版》，擔任陳意涵騎嘻皮重車載關穎的替身；更遠赴香港擔任「2010香港亞洲遊戲展」的SHOW GIRL。2012年起，與福祿壽囍娛樂簽約。2011年台灣首位女騎士騎車探越絲綢4600公里沙漠之路，2012年接拍首支動態廣告《101原創T恤微電影》，創下單周突破3萬人次點閱率紀錄。　2015年《台北夜遊團團轉》飾演騎重車的養老院院長 (勝姐)。

## 作品

### 比賽經歷
- 中學技藝教育中餐競賽冠軍
- 全國中正盃曲棍球錦標賽第3名
- 西式划船總統盃雙人單槳第3名，四人單槳第2名
- 2008 TSR全國機車錦標賽第5名
- 2008 CSBK中國超級摩托車錦標賽珠海站第7名
- 2008 CSBK中國超級摩托車錦標賽上海站第7名
- 2008 CSBK中國超級摩托車錦標賽北京站第4名
- 2009 兩輪誌盃100CC組第3名
- 2010 台灣TSRRC賽車錦標賽得到第2名
- 2010 台灣國際D2車隊年度車手
- 2011 大陸五羊本田公益活動，騎車探越絲綢4600公里之路
- 2011 五羊本田快樂賽道挑戰賽獲得第2名
- 2011 鉅豐MOTO 90分鐘耐久走行會 10吋組 冠軍
- 2011 CRRC中國公路摩托車錦標賽第6名
- 2012 全國大專盃A組第6名
- 2012 CRRC中國公路摩托車錦標賽肇慶站第12名
- 2012 CRRC中國公路摩托車錦標賽肇慶站第9名
- 2012 CRRC中國公路摩托車錦標賽上海站第8名
- 2012 CRRC中國公路摩托車錦標賽上海站第7名
- 2012 CRRC中國公路摩托車錦標賽上海站團體第3名
- 2012 CRRC中國公路摩托車錦標賽山東站第8名
- 2012 CRRC中國公路摩托車錦標賽山東站第7名
- 2012 CRRC中國公路摩托車錦標賽山東站團體第3名
- 2012 騎車穿越拉力賽段沙漠野外求生-即時公益
- 2012 MATA第二戰 100CC組第5名
- 2013 CRRC中國公路摩托車錦標賽西安站團體第3名
- 2013 CRRC中國公路摩托車錦標賽上海站個人 冠軍
- 2013 CRRC中國公路摩托車錦標賽上海站團體第2名
- 2013 TSF台灣大賽車GP3組第2名
- 2013 CRRC中國公路摩托車錦標賽成都收官站個人第2名
- 2013 CRRC中國公路摩托車錦標賽成都收官站團體第2名
- 2013 CRRC中國公路摩托車錦標賽個人年度第2名
- 2013 CRRC中國公路摩托車錦標賽團體年度第3名
- 2014 CRRC中國公路摩托車錦標賽三水站團體 冠軍
- 2014 成吉思汗大賽車Moto3組第三回合個人第2名
- 2014 成吉思汗大賽車Moto3組第四回合個人 冠軍
- 2014日本茂木國際賽車場日本女子盃第一回合第8名
- 2014日本茂木國際賽車場日本女子盃第二回合第9名
- 2014日本茂木國際賽車場國別對抗戰第一回合第15名
- 2014日本茂木國際賽車場國別對抗戰第二回合第17名
- 2014 成吉思汗大賽車Moto3組第六回合個人第3名
- 2014 ZIC泛珠三角超級賽車節秋季賽.超級摩托車組1000cc組
- 2015 KOREA CHINA JAPAN SUPERBIKE CHAMPIONSHIP
- 2015 中國全地形車錦標賽UTV公開組第6名
- 2015 中國全地形車錦標賽UTV公開組年度個人第2名
- 2016 北京HiSpeed我是車手系列賽第二站600改裝組
- 2016  CMBC中國摩托車場地錦標賽成都站
- 2016 北京HiSpeed我是車手系列賽第三站600組
- 2016  CMBC中國摩托車場地錦標賽南京站
- 2016 China TT 海南島博鰲 600組
- 2017 CSBK 鄂爾多斯第一回合暴風眼190組第9名
- 2017 CSBK 鄂爾多斯第二回合暴風眼190組第9名
- 2018 CSBK 成都第ㄧ回合暴風眼190組
- 2018 日本鈴鹿國際賽車場250組四小時耐久賽
- 2018 日本鈴鹿國際賽車場600組四小時耐久賽
- 2018 韓國國際邀請賽400組六小時耐久賽第一名
- 2019 韓國國際邀請賽六小時耐久賽第10名
- 2019 CSBK中國超級摩托車錦標賽公開組地5名
- 2019 kymco跑酷八耐大勁賽
- 2020 寧波國際賽車場超級摩托車賽第二名

### 活動
- 2007年 台中青春STAR反飆車反吸毒嘉年華會公益活動
- 2009年 米亞網路OP美女選拔大賽最佳人氣獎
- 2010年 PGO機車平面廣告麻豆
- 2010年 Option 盃最速街車賽SHADOW的SHOW GIRL
- 2010年 香港亞洲遊戲展SHOW GIRL
- 2011年 SRCC+TTCC房車賽SHADOW的SHOW GIRL
- 2011年 龍潭TTCC之速馬力Speed Maste-SHOW GIRL
- 2011年 中視電競遊戲節目來賓
- 2011年 鶯歌動土大典接待
- 2011年 Option汽車雜誌輪圈評審
- 2011年 SRCC汽車比賽速馬力Speed Maste-SHOW GIRL
- 2011年 鴻寶重型機車店開幕主持
- 2011年 台北世貿電腦應用展DELL戴爾電腦SHOW GIRL
- 2011年 運動品牌DC新竹活動Dancer
- 2012年 香港重機到港活動來賓[12]
- 2012年 ACRR亞太盃SHOW GIRL
- 2013年 第十四屆哈武季站台
- 2013年 第一屆台北市政府體育產業博覽會活動代言人
- 2013年 香港電單車節代言人
- 2014年 DUCATI HONG KONG新車發表會monster1200s活動嘉賓
- 2014年 DUCATI HONG KONG贊助首次贊助女賽車手
- 2014年 DUCATI HONG KONG新車發表會monster821活動嘉賓
- 2015年 速馬力Speed Maste-SHOW GIRL
- 2015年《台北夜遊團團轉》 電影宣傳
- 2016 五餅二魚台南旗艦店開幕特別來賓
- 2016 鴻海集團創星物聯科技「KARDI」品牌代言人

### 廣告/代言
- 2006 台北世貿第一屆國際重車產業展代言人
- 2007 台北世貿第二屆國際重車產業展台鈴SUZUKI機車代言人
- 2007 代言SUZUKI機車Address V125機車代言人
- 2009 第四屆台灣國際機車產業展機車情人選拔活動代言人
- 2010 PGOX-HOT150機車年度代言人
- 2011 政府衛生局反毒大使
- 2012 101原創T恤廣告101原創T恤微電影 （页面存档备份，存于）
- 2013 DRIFT HD GHOST極限運動高清攝錄機-亞洲區代言人
- 2013 手機遊戲「Funky Racer」代言人
- 2014 妖姬神域遊戲大使
- 2016 中國宗申比亞喬摩托車形象代言人
- 2016 德國博瑞斯快速補漆品牌形象代言人
- 2016 鴻海集團-創星物聯科技「KARDI」品牌代言人
- 2017 Samsung Gear 360 全景相機宣傳大使
- 2018 日本NANKAI 部品的贊助賽車手
- 2019 日本NANKAI 部品的贊助賽車手
- 2019 日本Kabuto頭盔贊助賽車手
- 2020 日本NANKAI 部品的贊助賽車手
- 2020 日本Kabuto頭盔贊助賽車手

## 影視作品

### 電影
- 2008 電影《女人不壞》徐克，擔任桂綸鎂騎機車載高以翔的替身
- 2010 電影《痞子英雄》，擔任陳意涵騎嘻皮重車載關穎的替身
- 2011 短片鄧安寧導演短片客串
- 2013 微電影《Jaguar》 ，F-TYPE非你莫屬擔倪妮的開車特技替身
- 2015 電影《台北夜游團團轉》，飾演騎重車的養老院院長 (勝姐)

### 電視劇
- 2009 偶像劇《痞子英雄》，擔任陳意涵機車的替身
- 2010 偶像劇《流氓校長》，擔任曾之喬的飛車女替身
- 2011 偶像劇《你是春風我是雨》，擔任錢柏渝騎重車的替身
- 2012 偶像劇《姐姐立正向前走》，第一集跟最後一集騎越野車演出
- 2013 偶像劇《我愛你愛你愛我》 ，擔尹崇珍的騎車替身

## 節目通告
- 我猜我猜我猜猜猜 真的假不了
- 綜藝大連憲 誰是賽車選手
- 數位遊戲王 助理主持
- 王牌大明星
- 國人都叫好
- 東森今晚咖最大 猜不出職業的美女
- WELCOME外星人 超MAN正妹
- 國光幫幫忙 看不出正妹是做這行
- 綜藝十八班
- 壹電視
- 一袋女王 2012-10-29
- 你猜你猜你猜猜猜
- 國光幫幫忙
- 一袋女王
- 黃金地球線
- 美鳳有約
- 大學生了沒
- 歡樂智多星
- 康熙來了網路高人氣夢幻美女來報到

## 外部連結
- 李睿紜(Vita)粉絲團 （页面存档备份，存于）
- 李睿紜(Vita)的Instagram專頁
- 李睿紜微博